# Sara Beirão
Sarah Beirão, née le 30 juillet 1880 à Tábua et morte dans la même ville le 21 mai 1974), est une écrivaine et journaliste, écrivaine, chroniqueuse et philanthrope portugaise. Elle est également une républicaine convaincue et militante pour es droits des femmes. Elle est active au sein de la Ligue républicaine des femmes portugaises (pt) et du Conselho Nacional das Mulheres Portuguesas (Conseil national des femmes portugaises).
Sarah Beirão est l'autrice d'une œuvre diversifiée, principalement de fiction destinée aux enfants et aux jeunes, avec une vaste collaboration dans des périodiques de Lisbonne et de Porto.

## Biographie
Sarah de Vasconcelos Carvalho Beirão est née le 30 juillet 1880 à Tábua. Elle est la fille de Maria José da Costa Mathias et du docteur Francisco de Vasconcellos Carvalho Beirão, tous deux républicains convaincus,,.
Après des études universitaires à Porto, Sara Beirão commence sa carrière littéraire dans les journaux régionaux dès l'âge de 18 ans, notamment dans le périodique O Tabuense, fondé par son père. A Coimbra, elle collabore au journal Humanidade puis s'installe à Lisbonne, où elle publie dans divers journaux, parmi lesquels, Boletim da Câmara Municipal de Lisboa, Diário de Notícias, Ilustração, Jornal da Mulher, Jornal de Notícias, Modas e Bordados, Portugal Feminino, O Primeiro de Janeiro, O Século... Elle écrit sous le pseudonyme Álvaro de Vasconcelos,.
En 1909, elle s'implique plus activement dans la cause républicaine. Le 2 mai 1909, elle organise, avec Teresa Henriques Gomes, le premier rassemblement républicain à Tábua, suivi de l'inauguration du Centre républicain, présidé par son père.
A l'âge de 30 ans, le 15 septembre 1910, elle épouse António da Costa Carvalho Júnior à Tábua.

### Féminisme
En mai 1909, elle rejoint la Ligue portugaise pour la paix (pt) et la Ligue républicaine des femmes portugaises (pt), et devient présidente de la section de Tábua.
En 1928, elle intègre le Grupo das Treze, qui vise à combattre l'ignorance et les superstitions, le dogmatisme et le conservatisme religieux dans la société portugaise et qui sont des obstacles au droit de vote des femmes. Elle est présidente du conseil d'administration de la Ligue nationale pour la défense des animaux en 1938. Elle fait partie du Conseil national des femmes portugaises, dirigé par Adélaïde Cabete à qui elle succède comme présidente en 1935. Elle en devient présidente d'honneur en 1942,.
Au milieu des années 1930, elle est directrice et éditrice du bulletin Alma Feminina et y contribue régulièrement par des articles, souvent consacrés à des féministes portugaises telles qu'Adelaide Cabete, Ana de Castro Osório et Elina Guimarães, ainsi qu'à des féministes étrangères, telles qu'Avril de Sainte-Croix, Jane Addams et Simone de Beauvoir,.
Elle participe au Deuxième Congrès féministe et éducatif, organisé par le Conseil national des femmes portugaises, où elle intervient sur le thème A mulher portuguesa no comércio" (Les femmes portugaises dans le commerce), pour souligner l'importance des femmes dans l'économie du pays.

### Philanthropie
Sara Beirão se consacre également à la philanthropie. Elle s'investit particulièrement dans des causes à caractère humaniste, en faveur des plus défavorisés, des enfants et des personnes âgées. Elle est la fondatrice de l'institution qui a donné naissance à la première Casa do Artista au Portugal.
En juin 1964, Sarah Beirão et António Costa Carvalho créent la Fondation Sarah Beirão et António Costa Carvalho, une institution de solidarité sociale, dans le but d'améliorer la vie d'artistes portugais célèbres âgés dans le besoin. La fondation propose depuis 1985 une maison de repos, un centre de jour et des services à domicile aux personnes âgées de toutes catégories sociales.

### Littérature
En littérature, Sara Beirão écrit principalement de la fiction, tant pour adultes que pour enfants. Elle est une des écrivaines portugaises les plus célèbres du XXe siècle et publie 16 livres, dont deux recueils de nouvelles. Ses œuvres principales sont : Cenas Portuguesas, 1930 (nouvelles), Amores no Campo et Os Fidalgos da Torre. La littérature jeunesse lui doit deux livres :  Raúl et  Manuel vai run world,.
Ses œuvres sont présentées à l'exposition  Livres écrits par des femmes à la Société nationale des Beaux-arts (pt) organisée par Maria Lamas et le Conselho Nacional das Mulheres Portuguesas en 1947. Cette exposition réunit trois mille livres de 1400 femmes auteures de trente pays,,.

### Fin de vie
Sarah Beirão décède à Tábua, le 21 mai 1974, à l'âge de quatre-vingt-treize ans.

## Hommages
- Le 27 octobre 1948, Sara Beirão est nommée officière de l'Ordre de Sant'Iago de l'Epée[12].

Plusieurs localités, comme Tábua, Sobreda da Caparica, Oeiras et Seixal ont donné le nom de Sarah Beirão à des rues ou des parcs. À Tábua se trouve également la maison-musée de Sara Beirão.

## Publications
- (pt) Serões da Beira, Porto Editora, 1929
- (pt) Cenas Portuguesas, 1930
- (pt) Amores no Campo, Mazu Press, 2020 (1re éd. 1931)
- (pt) Raul (contos), 1934
- (pt) Os Fidalgos da Torre, Porto Editora, 1936
- (pt) O Solar da Boa Vista, Domingos Barreira, 1937
- (pt) Clara, Domingos Barreiras, 1939
- (pt) Sozinha, Domingos Barreira, 1940
- (pt) Surpresa Bendita, Porto Editora, 1941
- (pt) Alvorada, Domingos Barreira, 1943
- (pt) Prometida, 1944
- (pt) Triunfo, Porto Editora, s.d.
- (pt) Manuel Vai Correr Mundo (década de 50);, Porto, Livraria Simões Lopes, s.d.
- (pt) Um Divórcio, 1950
- (pt) Destinos, 1955
- (pt) A Luta, Porto Editora, 1972